# D10 (hunebed)
Hunebed D10 ligt ten noorden van het dorp Gasteren aan de rand van de Gasterse Duinen in de Nederlandse provincie Drenthe.
Het is te bereiken via wandelwegen in het natuurgebied Gasterse Duinen (tussen de weg van Gasteren naar Oudemolen en het fietspad van Gasteren naar Schipborg).

## Benaming
Het hunebed werd tijdens de renaissance Duyffelskutte,  's Duyvels Kut of De Kut van de Duivel genoemd (zie ook Duvelskut). Op een kaart van Ortelius wordt deze plek zo genoemd. Deze term werd het eerst opgeschreven door Antonius Schoonhovius Batavus, een kanunnik uit Brugge, in een brief naar zijn collega Cornelius Gualterus (20 december 1547). Op de stenen zouden levende mensen geofferd worden, nadat ze door de smalle gang onder de altaarstenen moesten kruipen en met mest bekogeld werden (een soort charivari). Een soortgelijke benaming bestaat voor hunebedden D17 of D18, alhoewel archeoloog Wijnand van der Sanden betoogt dat D10 beter overeenstemt met de beschrijving. Ook Sicke Benninge (een kroniekschrijver uit Groningen) beschrijft dit  hunebed als Des Duvels Kolse, waarbij Kolse (kous) op het vrouwelijk geslachtsdeel zou slaan, in zijn Croniken der Vreescher Landen mijtten Zoeven Seelanden ende der stadt Groningen.

## Bouw

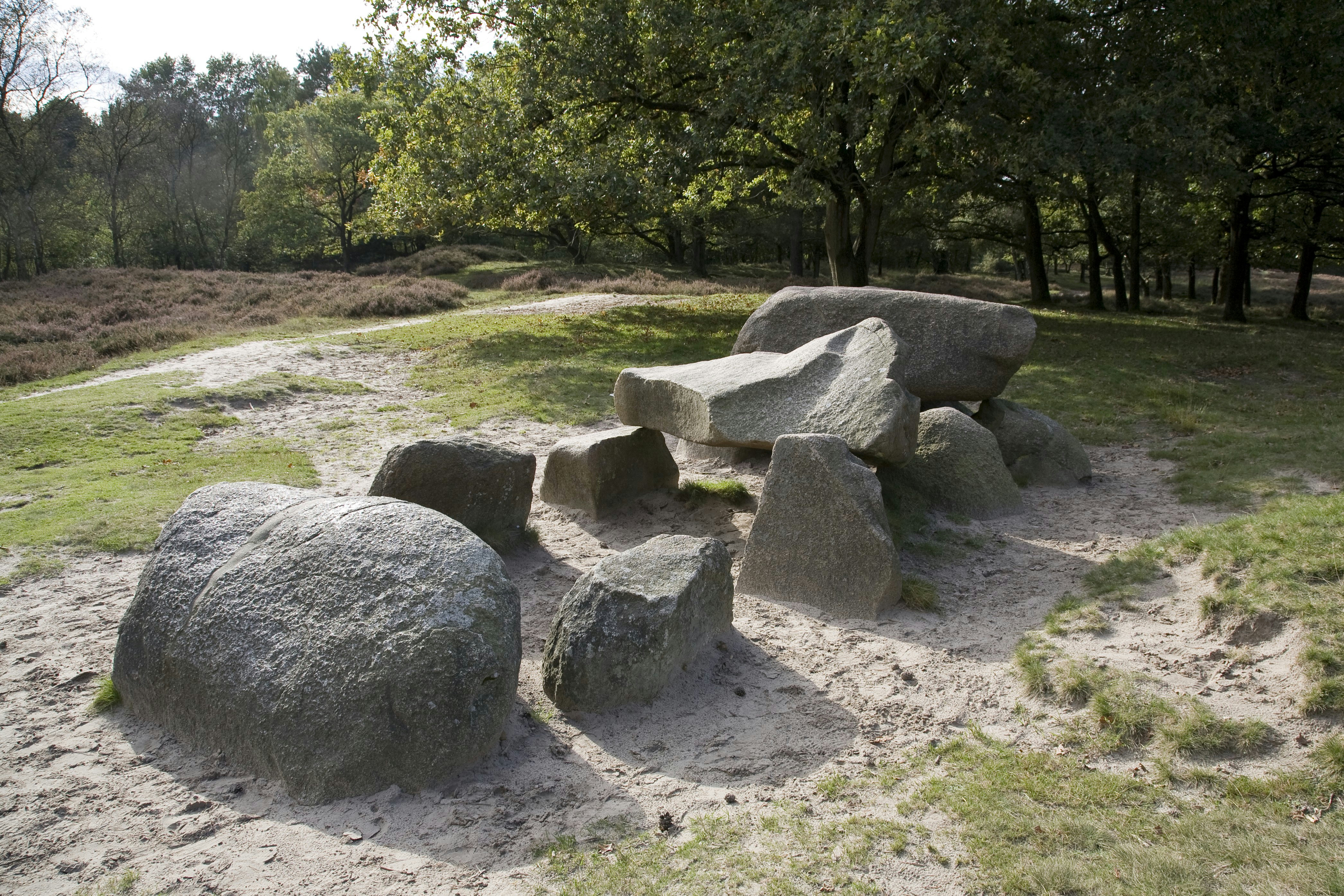
Hunebed D10, 2007

Het hunebed wordt toegeschreven aan de trechterbekercultuur.
Het hunebed is een klein en incompleet hunebed. Het hunebed is 6,7 meter lang en 3,1 meter breed. Het heeft nog twee dekstenen, oorspronkelijk waren dit vier, en zeven draagstenen. Ook zijn er twee sluitstenen.
Poortstenen zijn niet aangetroffen.
Ten noorden van het hunebed zijn nog karrensporen zichtbaar, het hunebed ligt aan een handelsroute van Groningen naar Coevorden.

## Geschiedenis
Het hunebed wordt al vermeld in 1694 door M. Bolhuis, destijds worden drie dekstenen genoemd en zij rusten op zeven of acht stenen. Er zou een reus onder deze stenen liggen.
In 1854 is nogal onzorgvuldig omgesprongen met dit hunebed. De toenmalige eigenaren hebben het graf opengebroken (er was toen nog sprake van drie dekstenen) op zoek naar archeologische voorwerpen voor een tentoonstelling tijdens het negende Landhuishoudkundig Congres te Assen.
Van Giffen beschrijft het hunebed in 1925 als "sterk gestoord".
Er vonden restauraties plaats in 1869 en 1878 (enkele stenen werden verplaatst), in 1952 en 1996. Bij de restauratie van 1952 bleek dat er veel gegraven is in en naast het grafmonument.
In de nabijheid werd een Romeinse munt aangetroffen; een solidus van keizer Valentinianus I (364-375).

## Society of Antiquaries[8]
In Engeland ontstond in de jaren zeventig van de 19e eeuw bezorgdheid over de wijze waarop in Nederland hunebedden werden gerestaureerd. In die kringen was men vooral bezorgd dat met de restauraties het oorspronkelijk beeld van de situatie verloren zou gaan. De directeur van de Society of Antiquaries in Londen verzocht de oudheidkundigen William Collings Lukis en sir Henry Dryden om de staat waarin de hunebedden zich op dat moment bevonden nauwkeurig vast te leggen. Zij bezochten in juli 1878 Drenthe en brachten veertig hunebedden op de Hondsrug in kaart. Ze hebben opmetingen verricht en beschreven de aangetroffen situatie, die zij tevens vastlegden in een serie aquarellen. Hun rapportage aan de Society of Antiquaries verscheen echter niet in druk. Hun materiaal werd bewaard bij de Society of Antiquaries, het Guernsey Museum & Art Gallery en het Drents Museum. Het Ashmolean Museum in Oxford bezit kopieën van hun werk. In 2015 publiceerde de Drentse archeoloog dr. Wijnand van der Sanden alsnog hun werk. Hij voorzag hun materiaal van een uitgebreide inleiding. Ook schetste hij de ontwikkelingen met betrekking tot het archeologisch onderzoek van de hunebedden na hun onderzoek tot 2015. Hij gaf als oordeel dat het werk van Lukis en Dryden van hoge kwaliteit was. In het Drents Museum was in 2015 een tentoonstelling over het werk.
Hunebed D10 is weergegeven op Plan III: Tijdens het bezoek van Lukis en Dryden waren er nog zes draagstenen en een sluitsteen aan beide kanten. De dekstenen waren verdwenen, alleen de meest westelijke ligt half begraven in het zand. Ten tijde van het eerdere onderzoek van de archeoloog Janssen lag het bouwwerk in een kuil, alleen de dekstenen waren net zichtbaar boven de hei. Er waren destijds nog drie dekstenen aanwezig.